# Prętki (powiat braniewski)
Prętki – kolonia w Polsce, położona w województwie warmińsko-mazurskim, w powiecie braniewskim, w gminie Braniewo
Miejscowość leży przy drodze wojewódzkiej nr 504.
Znajduje się w historycznym regionie Warmia. Do 1954 w granicach Braniewa.
Do 2024 r. miejscowość była częścią kolonii Wikielec. W latach 1975–1998 miejscowość administracyjnie należała do województwa elbląskiego.